# لیک‌وود پارک (فلوریدا)
لیک‌وود پارک (به انگلیسی: Lakewood Park) یک منطقهٔ مسکونی در ایالات متحده آمریکا است که در شهرستان سنت لوسی، فلوریدا واقع شده‌است. لیک‌وود پارک ۱۷٫۹ کیلومتر مربع مساحت و ۱۱٬۳۲۳ نفر جمعیت دارد و ۶ متر بالاتر از سطح دریا واقع شده‌است.